# Seseli aemulans
Seseli aemulans là một loài thực vật có hoa trong họ Hoa tán. Loài này được Popov miêu tả khoa học đầu tiên năm 1940.